# María Erla Marelsdóttir
María Erla Marelsdóttir (* 15. Dezember 1969) ist eine isländische Diplomatin. Sie war von 2019 bis 2024 als erste Frau Botschafterin ihres Landes in Berlin.

## Werdegang
María Erla Marelsdóttir absolvierte 1995 ein Studium der Rechtswissenschaften an der Universität Island und arbeitete im folgenden Jahr als Rechtsanwältin für das isländische Menschenrechtszentrum und die Regierungsbehörde für Kinderschutz. Im Jahr 2006 erhielt sie während eines Sabbatjahrs den Master of European Laws der Universität Stockholm.
Nach dem Eintritt in den diplomatischen Dienst wurde María Erla Marelsdóttir 1997 Erste Sekretärin der Außenhandelsabteilung des Außenministeriums. Im folgenden Jahr wechselte sie an die Isländische Botschaft in Bonn und über Berlin 2001 nach Stockholm. Dort wurde sie 2002 zur Botschaftsrätin befördert. Im Jahr 2007 kehrte sie an die Generaldirektion Außenhandel des Ministeriums zurück.
Zwei Jahre später wurde María Erla Marelsdóttir Direktorin der Abteilung für internationale Handelsverhandlungen und der Abteilung «D» für Islands Beitritt zur Europäischen Union. Bis 2013 war sie Vorsitzende des Verhandlungsteams für Außenhandel, Außen- und Sicherheitsangelegenheiten sowie Mitglied des Verhandlungsausschusses für die Beitrittsverhandlungen. In dieser Zeit wurde sie 2011 zur Botschafterin und  2012 zur Generaldirektorin für internationale Entwicklungszusammenarbeit ernannt. Zwischen 2013 und 2016 erhielt sie daneben Ernennungen als nichtresidierende Botschafterin für Malawi, Uganda, Äthiopien, Kenia, Mosambik und für den Staat Palästina.
María Erla Marelsdóttir wurde am 11. September 2019 zur außerordentlichen und bevollmächtigten Botschafterin der Republik Island in Deutschland akkreditiert. Sie war zudem nichtresidierende Botschafterin in Kroatien, Montenegro, Serbien und Polen. Im Sommer 2024 wurde sie in diesem Amt von Auðunn Atlason abgelöst.
Maria Erla ist verheiratet und Mutter von zwei Kindern. Sie spricht neben Isländisch Englisch, Schwedisch und Deutsch.